# John Asher Johnson

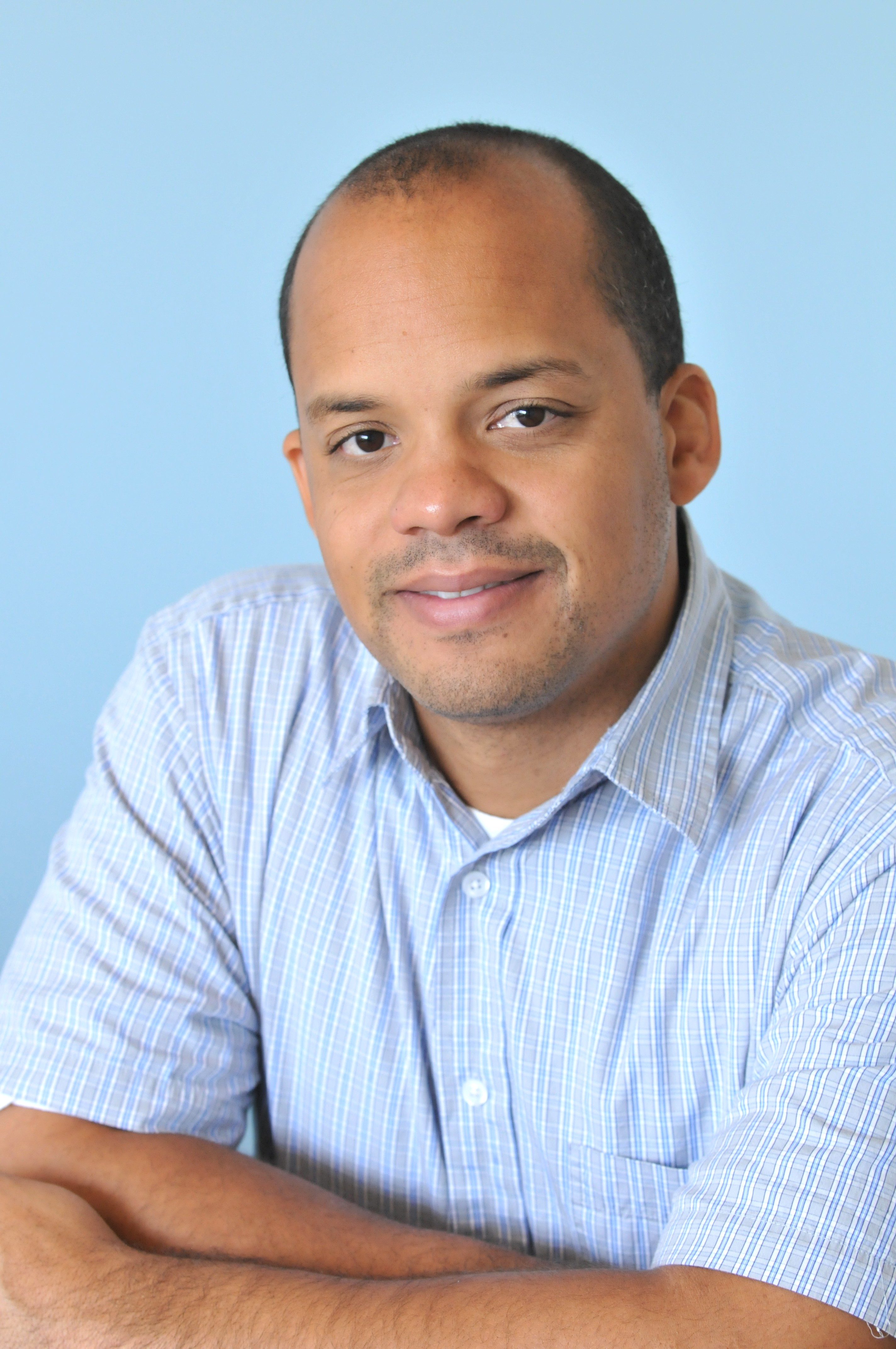
John Asher Johnson (2012)

John Asher Johnson (* in St. Louis, Missouri) ist ein US-amerikanischer Astronom und Astrophysiker.
Im Dezember 2002 erhielt er seinen MA in Astrophysik an der University of California in Berkeley und im Mai 2007 ebenfalls dort seinen Ph. D. Im Jahr 2012 wurde er mit dem Newton-Lacy-Pierce-Preis für Astronomie ausgezeichnet.
Johnson arbeitet derzeit an der University of Hawaii.
Er ist der Entdecker zahlreicher Exoplaneten, darunter:
- HD 224693 b
- HD 185269 b
- HD 185269
- HD 192699 b
- HD 196050 b
- HD 20782 b
- HD 210702 b
- HD 33283 b
- HD 86081 b
- Kappa Coronae Borealis b
- HD 16175
- HD 20782
- HD 33283